# Municipio de Savannah (Nebraska)
El municipio de Savannah (en inglés: Savannah Township) es un municipio ubicado en el condado de Butler en el estado estadounidense de Nebraska. En el año 2010 tenía una población de 624 habitantes y una densidad poblacional de 7,82 personas por km².

## Geografía
El municipio de Savannah se encuentra ubicado en las coordenadas 41°20′47″N 97°11′49″O / 41.34639, -97.19694. Según la Oficina del Censo de los Estados Unidos, el municipio tiene una superficie total de 79.82 km², de la cual 77,17 km² corresponden a tierra firme y (3,33 %) 2,66 km² es agua.

## Demografía
Según el censo de 2010, había 624 personas residiendo en el municipio de Savannah. La densidad de población era de 7,82 hab./km². De los 624 habitantes, el municipio de Savannah estaba compuesto por el 99,36 % blancos, el 0,16 % eran asiáticos y el 0,48 % eran de una mezcla de razas. Del total de la población el 0,48 % eran hispanos o latinos de cualquier raza.